# 高聿
高聿（？—？），勃海郡蓨县（今河北省衡水市景县）人，北魏官员。

## 生平
正光五年（524年）十一月，莫折天生攻陷岐州，朝廷派遣高聿前往讨伐。当时莫折念生被另一支反叛的人马吕伯度击败，吕伯度派遣侄子吕忻和率领骑兵前往东部引领魏军，莫折念生窘迫，向萧宝夤诈降。大都督元修义和高聿，将军队驻扎在陇口，长久不率领军队西进。莫折念生再度反叛，吕伯度最终被终万俟丑奴杀死。孝昌三年（527年）正月，北魏由于兵将疲惫，萧宝夤和元恒芝在泾州大败，大陇都督元仲冏和小陇都督高聿接连退散。之后高聿出任黄门郎、武卫将军、夏州刺史、抚军将军、金紫光禄大夫。永熙二年正月丁巳（533年3月9日），骠骑将军、前任沧州刺史高聿出任骠骑大将军、仪同三司。

## 家庭

### 夫人
- 河南元氏，追尊魏景穆帝拓跋晃曾孙女，北魏征虏将军、汾州刺史元彬之女[1]

### 子女
- 高氏，嫁北魏员外散骑侍郎元举[1]